# 低俗
| ウィキペディアには「低俗」という見出しの百科事典記事はありません（タイトルに「低俗」を含むページの一覧/「低俗」で始まるページの一覧）。 代わりにウィクショナリーのページ「低俗」が役に立つかもしれません。 |